# Laire
Laire is een gemeente in het Franse departement Doubs (regio Bourgogne-Franche-Comté) en telt 364 inwoners (2005). De plaats maakt deel uit van het arrondissement Montbéliard.

## Geografie
De oppervlakte van Laire bedraagt 3,2 km², de bevolkingsdichtheid is 113,7 inwoners per km².

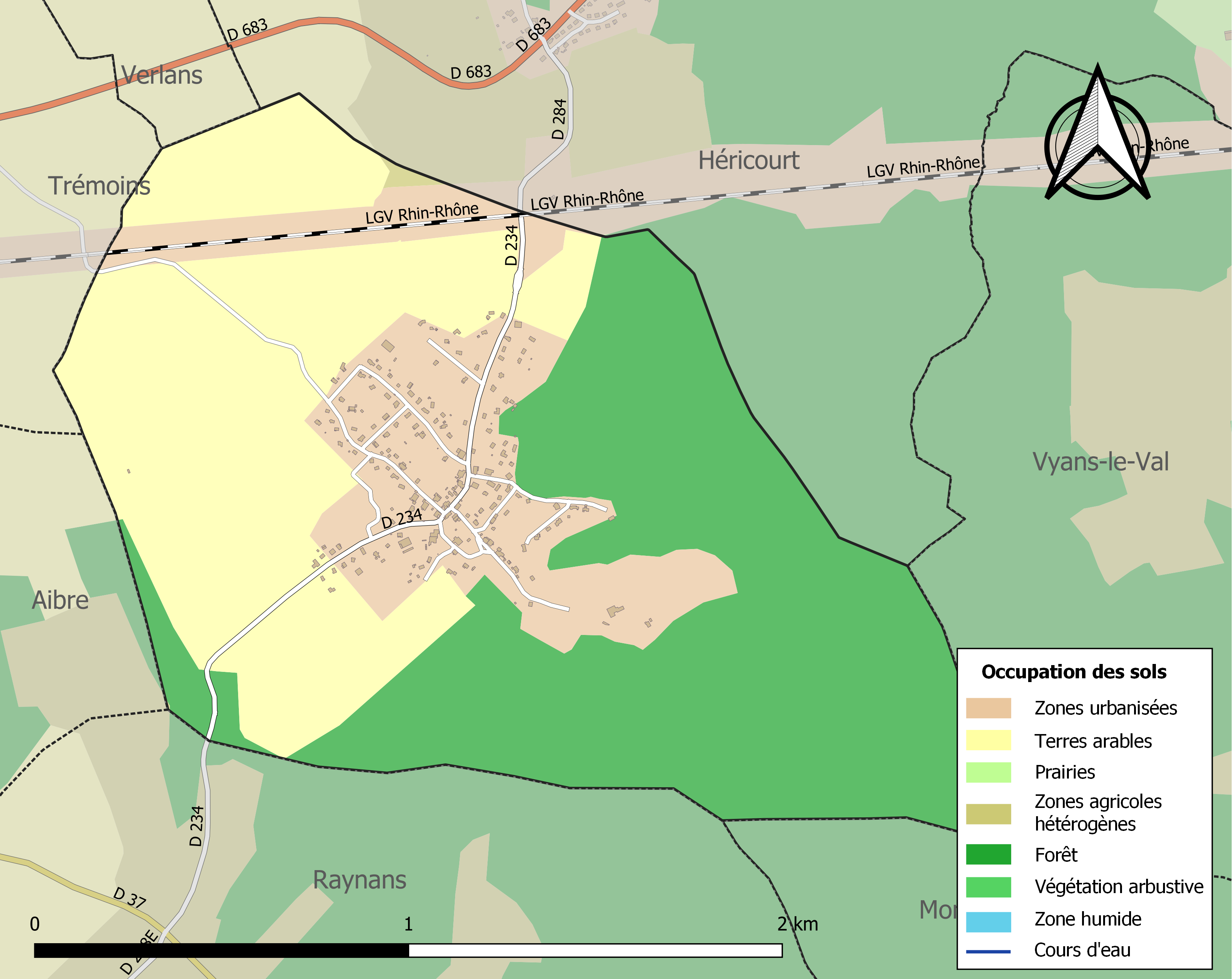
Kaart van de gemeente met de belangrijkste infrastructuur, bodemgebruik en omliggende gemeenten

## Demografie
Onderstaande figuur toont het verloop van het inwonertal (bron: INSEE-tellingen).